# 8551 Daitarabochi
8551 Daitarabochi (1994 VC7) là một tiểu hành tinh nằm phía ngoài của vành đai chính được phát hiện ngày 11 tháng 11 năm 1994 bởi M. Hirasawa và S. Suzuki ở Nyukasa.